# Merremia aegyptia

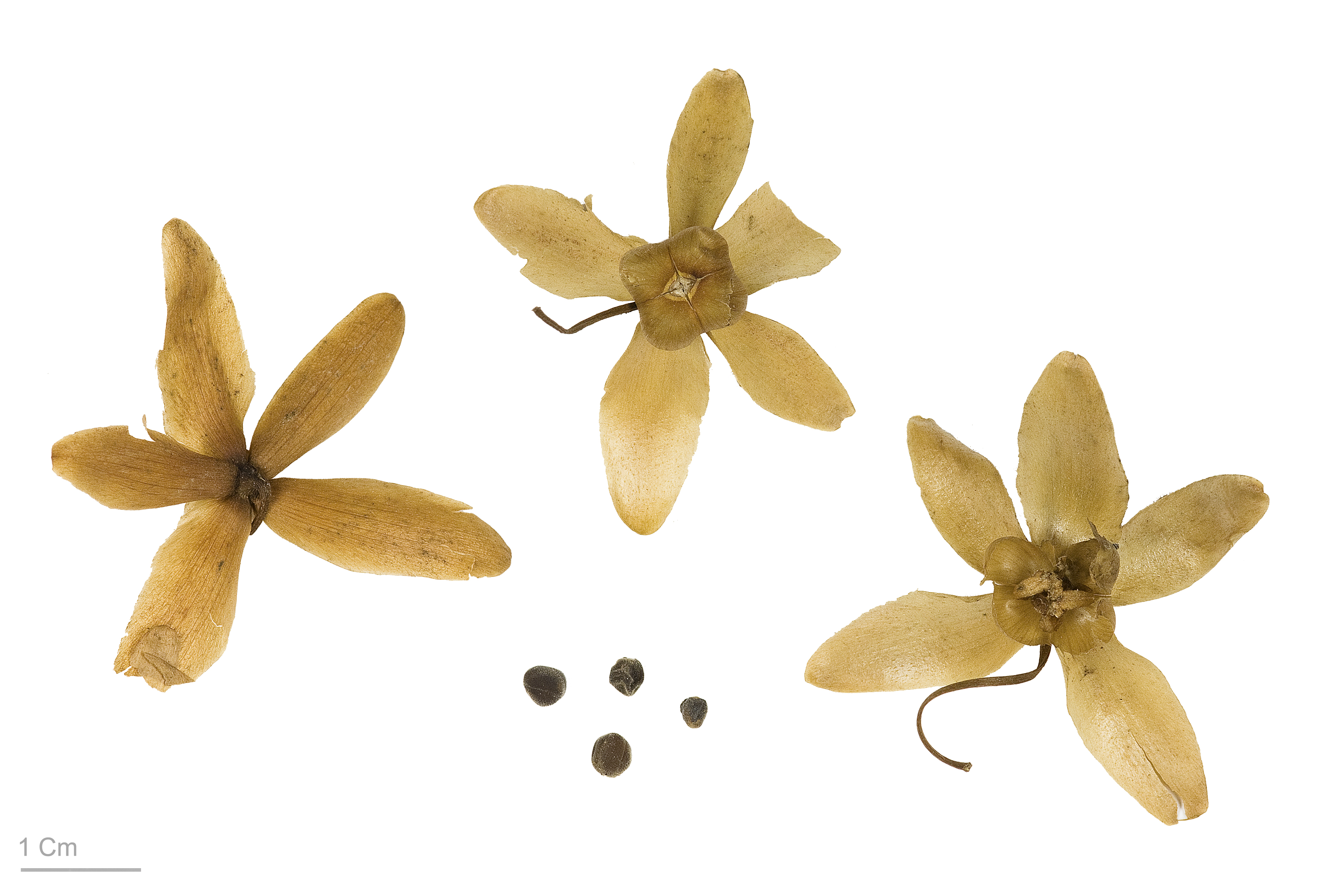
Merremia aegyptia, Früchte und Samen

Merremia aegyptia ist eine Pflanzenart aus der Gattung Merremia aus der Familie der Windengewächse (Convolvulaceae). Die Art ist weltweit in tropischen Regionen verbreitet.

## Beschreibung
Merremia aegyptia ist eine krautige Kletterpflanze, deren Stängel meist mit sehr langen, abstehenden, gelblichen und borstigen Trichomen behaart sind. 
Die wechselständigen Laubblätter sind lang gestielt, die handförmig zusammengesetzte Blattspreite besitzt fünf sitzende, elliptische bis verkehrt-eiförmige, ganzrandige, kurz gestielte Teilblättchen. Die ganzrandigen Blättchen sind beidseits leicht borstig behaart. Der Blattstiel ist behaart.
Die zymösen Blütenstände sind lang gestielt, 15 bis 30 cm lang und bestehen aus sechs bis neun Blüten. Die behaarten Blütenstiele sind 1 bis 3 cm lang. Die Knospen sind spitz. Die zwittrigen Blüten sind fünfzählig. Die Kelchblätter sind eiförmig bis elliptisch, spitz und 2 cm lang und lang borstig behaart. Die trichterförmige Krone ist weiß, unbehaart und 2 bis 3 cm lang. 
Die Früchte sind nahezu kugelförmige, vierkammerige und kahle Kapseln am beständigen Kelch mit einem Durchmesser von 1,3 cm. Sie enthalten vier unbehaarte Samen.

## Verbreitung
Die Art ist in tropischen Gebieten der Alten Welt, Amerikas und der Westindischen Inseln verbreitet. Sie wächst in feuchten bis nassen Dickichten in Höhenlagen unterhalb von 400 m.